# Готланд
Готланд (швед. Gotland) је највеће шведско острво и њена историјска покрајина. То је друго највеће острво у Балтику после Селанда. Име острва потиче од имена народа Готи, који су напустили острво и касније као Источни Готи и Западни Готи основали државе у подручју Медитерана. 

Површина острва је 3.184 km² где живи 57.161 становника (2013). 